# Segona expedició de Gallieni
La segona expedició de Gallieni a l'Alt Senegal es va du a terme entre el 1880 i el 1881. Es va necessitar el permís del xeic Ahmadu Tall per avançar. La línia telegràfica separaria el Futa Djalon de la resta de l'Imperi, Ségou i Kaarta. Gallieni va marxar a una nova missió el 30 de gener de 1880 amb 50 homes. Després de parar a Bakel, van arribar a Bafoulabé l'1 d'abril i van continuar a Badumbé. Un cop allí, la columna es va separar i Valière, Piétri i Joseph Gallieni van explorar diferents valls i territoris. Pel camí, Gallieni va signar tractats a Fang.

## La segona expedició de Gallieni a l'Alt Senegal
Per seguir avançant calia el permís del xeic que dominava la regió, que era aleshores Ahmadu Tall (fill d'al-Hadjdj Umar); la línia telegràfica separaria el Futa Djalon de la resta de l'Imperi, Ségou i Kaarta. El coronel Brière de l'Isle va projectar una ambaixada però prèviament el governador general va decidir enviar a Joseph Gallieni a una nova missió amb els caps malinkes, per posar sota protectorat francès tots els cacicats entre Bafoulabé i Bamako. Gallieni que havia tornat a Saint Louis, va marxar a aquesta nova missió el 30 de gener de 1880 acompanyat pels tinents Valière i Piètri, els metges Bayol i Tautain, 21 tiradors, 7 spahis, 1 laptol, 60 carregadors amb un comboi de 260 bèsties de càrrega, o sigui en total 50 homes; després de parar uns dies a Bakel per organitzar la caravana va arribar a Bafoulabé l'1 d'abril. Allí, amb algun guia local, va seguir avançant i va arribar a Badumbé. Allí es van separar i Valière va explotar la vall del Bakhoy, Piétri la vall del Baoulé (afluent del Bakhoy) i Gallieni el territori de Kita. Pel camí Gallieni va signar tractats a Fangalla el 10 d'abril a Goniokory el 14 d'abril i va arribar a Kita el dia 20.

## Kita i l'aliança amb França
Kita era un poblament format per diferents grups de cabanes entorn d'una muntanya rocosa, destacat per ser un encreuament de caravanes entre l'alt Senegal i el Níger. El rei local es deia Tokonta, i habitava a Makandiambougou; va acceptar l'aliança amb França i va signar el corresponent tractat (25 d'abril). Com que era una població ben situada i saludable s'havia previst la instal·lació d'un fort en uns terrenys que el rei va cedir. Al sortir de Kita la columna francesa va entrar al Bélédougou, un estat bambara qui s'estenia entre el massís de Kita i el Níger. Sabedors que els francesos anaven a Ségou per oferir regals a Ahmadu, els béléris, tribu de bambares, van acollir el destacament amb malfiança i mostrant-se cada cop més hostils.

## Atac a la columna francesa a l'Alt Senegal
El 5 de maig a Guissoumélé només van donar queviures a canvi de visites gratuïtes del metge Bayol; el dia 6, a Ouoloni, el cap va refusar aportar guies i aldarulls van esclatar entre els habitants i la rereguarda; l'endemà la columna va haver d'acampar al bosc, i el dia 8 se'ls va prohibir entrar a Guinina, protegida per gent armada; els indígenes, alertats per un possible botí, s'havien reunit en nombre de més de 2000. L'11 de maig la columna va arribar a Dio a uns 5 km del Níger. Al sortir d'aquesta població la columna fou traïda pel guia que la va portar a un lloc de selva espessa on fou atacada pels bambares. La columna va abandonar el comboi a mans dels indígenes i es va obrir pas a través dels grups bambares fins a arribar al Níger seguits a 200 metres per guerrers béléris; les baixes foren de 38 homes morts i 16 ferits; no disposaven ni de municions, ni queviures ni medicaments. Joseph Gallieni va poder arribar a Bamako on es va retrobar amb el tinent Valière que havia explorat el Birgo, i el camí de Kita a Niagassola, un millor camí per arribar al Níger. Un consell dels oficials va decidir travessar el riu i seguir endavant cap a Ségou, menys el metge Bayol que va retornar amb els ferits i els informes obtinguts, cap a Saint Louis.

## Les campanyes de Borgnis-Desbordes
Van creuar el Níger a Dialiba, més amunt de Bamako, i van seguir al nord per la riba dreta fins a arribar a Nango, a 30 kilòmetres de Ségou, on van rebre l'ordre d'Ahmadu d'aturar-se. Onze mesos van restar al lloc. Considerant aquest fet una mala voluntat, el coronel Brière de l'Isle va decidir suprimir la influència dels tuculors a la zona de l'alt Senegal i prendre possessió de tota la regió creant una sèrie de posicions militars; la missió es va encarregar, mitjançant tres campanyes successives, al tinent coronel Borgnis-Desbordes (vegeu Primera campanya de Borgnis-Desbordes; segona campanya de Borgnis-Desbordes i Tercera campanya de Borgnis-Desbordes).